# 富士バイオメディックス
株式会社富士バイオメディックスは医薬品開発支援と調剤薬局運営を行う企業。
2008年10月14日、積極的な企業買収によって過大な有利子負債が重荷となっていたほか、未収入金が回収できないなどの理由で民事再生法手続申請。名古屋証券取引所セントレックスに株式上場していたが、2008年11月15日に上場廃止。後に粉飾決算事件として、元社長ら4人が逮捕されている。

## 事業内容
- 非臨床試験
- ゲノム技術を用いた個別化医療の実現
- 臨床試験の支援業務

## 沿革
- 1984年（昭和59年）12月 - 病理組織等の研究及び検査を目的として、埼玉県浦和市（現・さいたま市浦和区）に株式会社関東組織形態研究所を設立。
- 1991年（平成3年）5月 - 埼玉県与野市（現・さいたま市中央区）に本社移転。
- 1994年（平成6年）6月 - 株式会社富士生物科学研究所（現・小淵沢総合研究所）を吸収合併、商号を株式会社富士バイオメディックスに変更。
- 1998年（平成10年）5月 - 株式会社ユアーメディックより調剤薬局11店舗の営業権を譲受け、調剤薬局事業に参入。
- 2005年（平成17年）
  - 8月 - 名古屋証券取引所セントレックスに株式上場。
  - 10月 - 株式会社日本メディカルリサーチサービスを子会社化、健康食品事業に参入。
- 2006年（平成18年）
  - 3月 - 接骨鍼灸院を経営するケア・キュア株式会社（100%出資子会社）を設立。
  - 4月 - 株式会社ベイ･バイオ･イメージング[2]（64.25%出資：横浜市立大学発のベンチャー企業）を設立。
  - 4月 - セイシンワークス株式会社（現・メディクルード） の発行済株式55%を取得し、同社を子会社化。
  - 7月 - 森谷健康食品株式会社（現・エーエフシー）の発行済株式90%を取得し、同社を子会社化。
  - 8月 - 東京都中央区に本社移転。
  - 12月 - SMO事業部を分社化し、新設した100％出資会社・株式会社富士クリニカルサポートに承継。
- 2007年（平成19年）
  - 1月 - マツモト株式会社、株式会社タケダ医療器材研究所を子会社化。
  - 5月 - ユーシーエルホールディングカンパニー株式会社（現・メディバンス[3]）を子会社化。
  - 6月 - 株式会社M.I.Tホールディングスを子会社化。
  - 9月 - 株式会社本郷台ファーマシーを子会社化。
- 2008年（平成20年）
  - 4月 - 一般・審美歯科クリニックの経営支援を行う株式会社フェリア（100%出資子会社）を設立。
  - 6月 - 調剤薬局事業を分社化し、100％子会社である三栄メディカルに事業を承継させた上で、本郷台ファーマシーを吸収合併することで事業統合。三栄メディカルの商号を株式会社富士ファミリーファーマシーに変更。
  - 10月14日 - 民事再生法手続申請。
  - 10月14日 - 富士ファミリーファーマシー株式を東邦薬品へ譲渡[4]。
  - 11月15日 - 上場廃止。